# SUNSET SUMMER
「SUNSET SUMMER」（サンセット・サマー）は1982年6月21日に発売されたAlfee13枚目のシングル。

## 概要
アルバム『doubt,』からの、アルフィー初のリカットシングルである。
「通り雨」以来2作振りに桜井がリード・ヴォーカル。
1985年夏の野外イベント「YOKOHAMA STADIUM 3DAYS」では、「SUNSET SUMMER PART II」として披露された。
坂崎は、本作でウクレレを1991年の夏の野外イベントで演奏した。当時の映像で確認できる。
B面の「絶狂!ジャンピンググルーピー」は、ライブではステージとオーディエンスとの間で、屡々コールアンドレスポンスが取られる。レコードでは、高見沢がリード・ヴォーカルを取っているが、1980年代のライブでは、坂崎がハンドマイクでリード・ヴォーカルを取っていたことがあり、1984年の夏の野外イベントの映像で確認できる。
1987年発売「君が通り過ぎたあとに -Don't Pass Me By-」を除き、グループ名表記をAlfeeとした最後の作品。

## 収録曲
1. SUNSET SUMMER
  - 作詞・作曲：高見沢俊彦、編曲：井上鑑
2. 絶狂!ジャンピング・グルーピー
  - 作詞・作曲：高見沢俊彦、編曲：アルフィー

## 収録作品
- doubt,（#1）
- BEST HIT アルフィー全曲集（#1,2）
- ALFEE A面 コレクション（#1）
- ALFEE B面 コレクション（#2）
- アルフィーA面コレクション スペシャル（#1）
- アルフィーB面コレクション スペシャル（#2）
- THE ALFEE SINGLE HISTORY VOL.I 1979-1982（#1,2）
- THE ALFEE 單曲全集一（#1）

## カタログ
- EP：7A 0190
- CD：S10A 0121（1988年6月21日発売）